# Frederick Douglass
Frederick Douglass (n. Frederick Augustus Washington Bailey, februarie 1818 - d. 20 februarie 1895) a fost un reformator social american, orator, scriitor și om de stat.
După ce a scăpat de sclavie, el a devenit un lider al mișcării aboliționiste și un scriitor antisclavagist incisiv. El a fost un exemplu viu împotriva argumentelor proprietarilor de sclavi care spuneau că sclavii nu au capacitatea intelectuală de a trăi independent în calitate de cetățeni americani.
Pentru mulți americani din Nord era imposibil de crezut că marele orator a fost sclav.